# Martires de Giron
«Martires de Giron» — промышленное предприятие в городе Гуанахай.

## История
После победы Кубинской революции в 1959 году США прекратили сотрудничество с новым кубинским правительством и стремились воспрепятствовать получению Кубой помощи из других источников. 3 сентября 1960 года США установили запрет на продажу Кубе грузовиков, джипов, запасных частей к ним, а 10 октября 1960 года - установили полное эмбарго на поставки Кубе любых товаров (за исключением продуктов питания и медикаментов).
В результате, эксплуатация и ремонт автомобильной техники на острове осложнились.
В апреле 1961 года подготовленные США силы вторжения на Кубу были разгромлены в ходе боёв в заливе Свиней. В 1971 году при помощи со стороны французской компании "Berliet" в городе Гуанахай был создан автобусный завод "Empresa Productora de Ómnibus Evelio Prieto Guillama", в дальнейшем названный "Martires de Giron" (в память о погибших в 1961 году защитниках Кубы).
12 июля 1972 года Куба вступила в СЭВ, в 1973 году здесь был освоен выпуск автобусов "Girón II" на шасси ГАЗ-53А, в 1974 году - автобусов "Girón III" (на шасси ГАЗ-53 с использованием переднего моста ПАЗ-672), в 1976 году - полноприводных автобусов "Girón IV" (на шасси ГАЗ-63), позднее - городских автобусов "Girón XI", а после проведённой при содействии ВНР реконструкции завода в 1978 году - началось сборочное производство автобусов "Икарус" в тропическом исполнении (Ikarus-260 выпускали под наименованием "Girón XIII", Ikarus-280 - под наименованием "Girón XVI").
В 1976 году правительство Кубы начало переговоры с Испанией о расширении возможностей завода по ремонту грузовиков и автомобильных двигателей, вместе с освоением производства моторов для грузовиков рассматривалась также возможность организации на предприятии сборочного производства испанских грузовиков.
В 1979 году правительство Кубы провозгласило курс на бережное потребление ресурсов, и вместо бензиновых машин начали шире использовать дизельные. Ещё одной приоритетной задачей стало развитие общественного транспорта (городского и междугородного автобусного сообщения).
В 1980 году министерство промышленности Кубы подписало соглашение с испанской компанией "Barreiros Diesel S.A." о лицензионном производстве дизельных двигателей марки "Taino" на государственном предприятии "Narciso Lopez" в Гаване. В дальнейшем, в ходе производственной кооперации испанских и кубинских специалистов был разработан проект ремоторизации советских грузовиков ЗИЛ-130 (в ходе которой бензиновый двигатель грузовика переделывали в дизельный "ZIL-Barreiros"), выполнение работ было освоено на предприятии "Мартирес де Гирон". А в начале 1983 года на предприятии был построен первый туристический автобус модели "Таино".
В 1984 году объединение "Мартирес де Гирон" освоило выпуск двух новых моделей на шасси КАМАЗ-53212: автобуса для сельской и горной местности (с 31-местным кузовом на резиновых амортизаторах) и грузовика с подъёмным кузовом для аэропортов.
В 1999 году было подписано бразильско-кубинское соглашение о совместном выпуске автобусов, и в 2000 году предприятие начало сборку бразильских автобусов CAIO, Busscar и Marcopolo из импортных комплектующих.
В 2013 году завод начал выпуск 43-местных двухдверных бескапотных автобусов модели "Diana" на шасси "Yutong" (металлические части кузова для которого стал выпускать завод "Empresa Metalúrgica Central de Acero José Valdés Reyes"). В период до 18 сентября 2016 года было выпущено 350 автобусов этого типа.
В мае 2018 года стало известно о планах ремоторизации кубинских грузовиков ЗИЛ-130 и ЗИЛ-131 дизельными двигателями Минского моторного завода.
2 мая 2019 года на заводе началась сборка автобусов ПАЗ-320402 «Вектор».

## Дополнительная информация
- выпускавшийся заводом сельский автобус на базе грузовика ГАЗ-66 изображён на кубинской почтовой марке "Transporte Rural" номиналом 3 песо, выпущенной в 1977 году